# Судан на літніх Олімпійських іграх 1992
Судан брав участь у Літніх Олімпійських іграх 1992 року у Барселоні ушосте. Країну представляло 6 спортсменів у 3 видах спорту (дзюдо, важка атлетика і легка атлетика), проте жоден із них не завоював медалі.